# 雲母社
有限会社雲母社（きららしゃ）は、日本の芸能事務所。

## 概要
松任谷由実と松任谷正隆が結婚を機に設立した両者の所属事務所である。
- 代表取締役社長：松任谷正隆
- 取締役：松任谷由実
- 取締役：大竹誠
- 監査役：松任谷正子

## 関連会社
- 有限会社雲母音楽出版（音楽出版社。松任谷由実以降の楽曲を管理）
- 有限会社マイカ音楽研究所（音楽学校「マイカミュージックラボラトリー」運営）

| スタブアイコン | サブスタブ | この項目は、まだ閲覧者の調べものの参照としては役立たない、企業に関連した書きかけの項目です。この項目を加筆・訂正などしてくださる協力者を求めています（PJ:経済）。 |